# 猪野剛太郎
猪野 剛太郎（いの ごうたろう、1927年10月1日 - ）は、日本の俳優、声優、演出家。東京府出身。東京俳優生活協同組合に所属していた。

## 人物
東京高工付属工科学校卒業。身長159cm。体重50kg。
1952年、舞台芸術学院2期。同年11月に新協劇団入団。後に劇団再編により東京芸術座の所属となる。1960年に東京演劇ゼミナール（1963年に劇団東演となる）に移籍。1962年の時点では鈴木事務所にも所属していた。その後、劇団歴史座に所属。1970年より東京俳優生活協同組合に所属。
特技は和泉流狂言。
一部の作品では「狩野 剛太郎」と表記されている。

## 出演作品

### テレビドラマ

#### NHK
- テレビ劇場 / ワシントンの日本人（1960年） - 立山吾八
- 事件記者 第123、124話「似顔」（1960年） - 高橋占山[6]
- 大河ドラマ
  - 国盗り物語 第11話「美濃の嵐」（1973年） - 木下弥右衛門
  - 風と雲と虹と（1976年） - 郎党、下人
  - 花神 第8話「わが師わが弟子」（1977年） - 金子の父
  - 黄金の日日（1978年） - 池田恒興
  - 獅子の時代（1980年） - 下足番
  - おんな太閤記（1981年） - 医者
  - 峠の群像（1982年） - 浜男
- 少年ドラマシリーズ / 赤い月（1977年）
- 水曜時代劇 / 御宿かわせみ 第1シリーズ
  - 第2話「卯の花匂う」（1980年）
  - 第20話「宵節句」（1981年）
- 連続テレビ小説
  - マー姉ちゃん（1979年） - 警防団員
  - おしん 第124話（1983年） - 村人
- 立花登 青春手控え 第23話「旅立ち」（1982年）
- NHK夜の連続ドラマ / 愛と友情のブギウギ 第2週 第7話（2005年）

#### 日本テレビ
- パパと呼ばないで 第4話「子連れデイト」（1972年）
- 子連れ狼 (萬屋錦之介版) 第一部（1973年）
  - 第1話「子貸し腕貸しつかまつる」
  - 第3話「鳥に翼 獣に牙」
- 伝七捕物帳 第1話「母恋い太鼓」（1973年）
- おんな浮世絵・紅之介参る! 第4話「二人の紅之介」（1974年）
- 剣と風と子守唄 第10話「華麗なる刺客」（1975年）
- 太陽にほえろ!
  - 第201話「にわか雨」（1976年）
  - 第212話「情報」（1976年）
  - 第263話「罠」（1977年）
  - 第295話「二つの顔の男」（1978年）
  - 第327話「爆弾」（1978年）
  - 第372話「最後の審判」（1979年）
  - 第403話「罪と罰」（1980年）
  - 第424話「拳銃を追え!」（1980年）
- 大都会シリーズ
  - 大都会 闘いの日々 第27話「雨だれ」（1976年）
  - 大都会 PARTII
    - 第32話「刑事黒岩の命」（1977年）
    - 第41話「野良犬の恋歌」（1978年）
    - 第45話「白昼の市街戦」（1978年）

  - 大都会 PARTIII
    - 第5話「野良猫の牙」（1978年）
    - 第15話「報復」（1979年）
    - 第22話「横須賀ストーリー」（1979年）
    - 第29話「爆殺のプレリュード」（1979年）
- 気まぐれ天使（1976年 - 1977年）
- 祭ばやしが聞こえる 第7話（1977年）
- 新五捕物帳
  - 第8話「蛇の道は蛇」（1977年）
  - 第47話「月とすっぽん」（1978年） - 門番
- 土曜グランド劇場 / オレの愛妻物語 第7話（1978年） - 屋台のオヤジ

#### KR→TBS
- サンヨーテレビ劇場 / トイレット部長（1960年） - 山田
- 帰ってきたウルトラマン 第32話「落日の決闘」（1971年）
- 好き! すき!! 魔女先生（1972年） - ジプシー占い師
  - 第19話「怪奇! 黒魔術の恐怖」
  - 第26話「死なないで! アンドロ仮面」
- ブラザー劇場 / 刑事くん
  - 第1部 第52話「花束は強き者に」（1972年）
  - 第2部 第8話「この子の涙は母を求めて」（1973年）
- 赤い迷路 第2話「容疑」（1974年）
- 日本沈没 第8話「怒りの濁流」（1974年） - ダムの職員
- 青春の門 第一部 第8話（1976年）
- 晴れのち晴れ 第20話（1978年） - 債権者
- 金曜ドラマ / 沿線地図 第8話（1979年） - 焼き鳥屋の主人
- ナショナル劇場 / 江戸を斬るIV 第8話「辻斬りは北辰一刀流」（1979年）
- 東芝日曜劇場
  - 女たちの忠臣蔵（1979年）
  - あいくるしい 第5話「家族最期の思い出〜僕達は母さんから生まれた」（2005年）
- Gメン'75 第237話「カーアクション強盗団」（1979年） - 大友銀行赤坂支店支店長
- 仮面ライダー (スカイライダー) 第36話「急げ一文字隼人! 樹にされる人々を救え!!」（1980年） - 食堂の主人
- 噂の刑事トミーとマツ 第1シリーズ 第57話「トミマツ腰抜け、 女は魔物だ!」（1981年）

#### フジテレビ
- 鉄腕アトム 第5部 第54話「透明人間? ガス人間?」 - 第60話「決斗の貯水池」（1960年） - 気体人間四号
- 富士ホーム劇場 / ぼくのお父ちゃん（1961年）
- スペクトルマン 第40話「草笛を吹く怪獣」、第41話「ガス怪獣暁に死す!!」（1971年） - 村人
- 浮世絵 女ねずみ小僧 第2シリーズ 第20話「鬼火が呼んでる鈴ヶ森」（1972年）
- 木曽街道いそぎ旅 第1話「北国街道から来た男」（1973年）
- 笹沢左保シリーズ 八州犯科帳 第9話「女坂から来た女」（1974年）
- 特捜記者 第11話「“いさましいママ”より 罠にはまった女」（1974年）
- 花くらべ（1975年） - 新聞勧誘員の男
- 江戸の旋風
  - 同心部屋御用帳 江戸の旋風II 第9話「夜烏を追え!」（1976年）
  - 第3シリーズ 第3話「兇党の息子」（1977年）
- 渚より愛をこめて（1976年）
- あかんたれ 第21話（1977年）
- 破れ奉行 第6話「紀州藩を砲撃せよ」（1977年）
- ゴールデンドラマシリーズ / 飢餓海峡 第2話（1978年）
- 騎馬奉行 第13話「湖底の黄金を探せ!」（1979年）
- 大捜査線 第22話「女の詩 男を殺せ」（1980年）
- 時代劇スペシャル 新吾十番勝負 第2作「抹殺密命渦巻く悪の内懐にくの一暗躍」（1982年）

#### テレビ朝日
- 都会の虹 第2話「札」（1959年）
- 荒野の素浪人 第1シリーズ
  - 第8話「脱出 死を呼ぶ谷」（1972年）
  - 第60話「挟撃 錬金の秘法」（1973年）
- 変身忍者 嵐 第15話「血どくろ舟! ザリガニ鬼!!」（1972年） - 平家の落人
- どっこい大作 第37話「父ちゃんがいた!!」（1973年） - 田力一作
- ザ・ボディガード 第7話「大いなる恐喝」（1974年）
- テレビスター劇場 / 華麗なる一族（1974年）
- 天まであがれ（1974年 - 1975年） - 大西先生
- 破れ傘刀舟悪人狩り
  - 第81話「振袖の熱い涙」（1976年） - 留五郎
  - 第126話「逢初橋の女」（1977年）
- 達磨大助事件帳 第1話「唄祭り姉妹しぐれ」（1977年）
- 江戸の鷹 御用部屋犯科帖（1978年）
  - 第9話「女地獄! 魔の尼寺」 - 職人
  - 第24話「絶唱! 大空に舞う黒髪」 - 漁師
- 浮浪雲 第17話（1978年）
- 半七捕物帳 第11話「お化け半鐘」（1979年）
- 土曜ワイド劇場
  - 戦後最大の誘拐 吉展ちゃん事件（1979年）
  - 帝銀事件（1980年）
  - 悪魔の花嫁（1980年）
- 伝七捕物帳 第20話「大さわぎ伝七長屋」（1979年）
- 電子戦隊デンジマン 第9話「死を呼ぶ怪奇電話」（1980年） - 香山画伯 ※猪野豪太郎名義
- 特捜最前線 第162話「窓際警視の靴が泣く!」（1980年）
- 走れ!熱血刑事 第7話「きみはUFOを見たか?」（1980年）
- ゴールデンワイド劇場 / 終りに見た街（1982年）
- はぐれ刑事純情派 第16シリーズ 第23話「田崎刑事が母に!? 顔のない男」（2003年）

#### 東京12チャンネル→テレビ東京
- 大江戸捜査網 第3シリーズ
  - 第159話「ふたり隠密華麗に参上」（1976年）
  - 第206話「遊女流転! 女義賊の謎」（1977年）
  - 第263話「遺産に群がる狐と狸」（1978年）
  - 第288話「連続誘拐事件の謎」（1979年）
  - 第310話「豪雨に消えた謎の美女」（1979年）
  - 第349話「美女誘拐 蛍火の罠」（1980年）
  - 第501話「我子を返せ! 母二人の対決」（1983年）
- UFO大戦争 戦え! レッドタイガー 第34話「鬼のすむ村」（1978年）
- そば屋梅吉捕物帳 第4話「裏街道を翔ぶ男達」（1979年） - 佐田喜兵衛

### テレビ番組
- 金曜テレビの星!（TBS）
- 驚きももの木20世紀（テレビ朝日）

### 映画
- あつもの 杢平の秋（1999年、シネカノン）

### 舞台
- 貝谷八百子バレエ團「シンデレラ」
  - （1951年） - 廷臣
  - （1953年） - 街の靴屋
- 劇団東演
  - 第1回公演「できそこない」（1960年）
    - 1「感謝する人」 - ミーシャ・ポポーフ
    - 3「外交家」 - A・イワーヌイチ大佐

  - 第2回公演「どこかの国に似た話」（1961年）
    - 4「めでたい結末」 - 鉄道専務車掌ニコライ・ストイチキン
    - 6「披露宴」 - 無線技師イワン・ヤーチ

  - 第5回公演「ワ"ーニャ伯父さん」（1962年） - ワ"ーニャ伯父さん
- キーン…或いは狂気と天才…（1999年、新国立劇場）
- カンガルー
- どん底

### 吹き替え
※いずれも日本テレビ版
- 讃美歌と拳銃（男1）
- 特ダネを追え（編集長）